# Abblättern

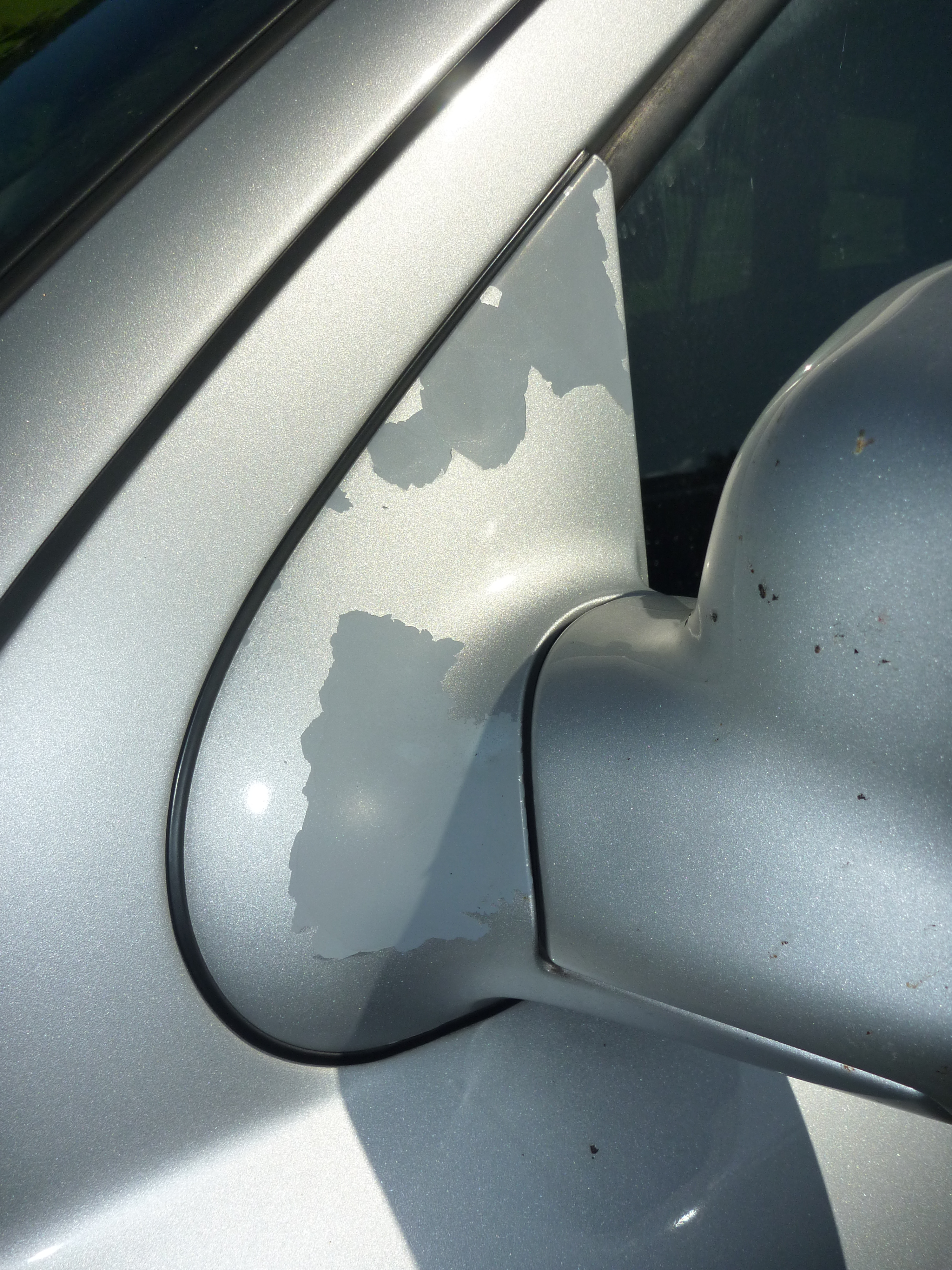
Enthaftung eines Lackes von einem Kunststoffrückspiegel

Als Abblättern oder Enthaftung bezeichnet man das blatt- oder schuppenförmige Ablösen eines Anstrichmittels, beispielsweise einer Dispersionsfarbe oder eines Lackes, nach Rissbildung vom Untergrund.

## Ursachen
Als Ursachen für das Abblättern eines Anstrichmittels können folgende Punkte genannt werden:
- Schlechte Haftung des Anstrichs aufgrund nicht ausgeführter Untergrundvorbehandlung oder durch Aufbrennen bei mineralischen Anstrichen.[1]
- Alterung oder Verwitterung durch Witterungseinflüsse (extreme Hitze, Feuchtigkeit oder Lichteinwirkung).
- Unter Umständen auch zu dick aufgetragene Farbschichten.
- Materialfehler

Ein frühzeitiges Abblättern von Beschichtungen lässt sich durch fachgerechte Vorbehandlung von Untergründen (spezielle Grundierungen, staubfreier und trockener Untergrund) vermeiden.